# Надежда Чикаго
«Надежда Чикаго» (англ. Chicago Hope) — американская медицинская драма, созданная Дэвидом Э. Келли. Премьера сериала состоялась 18 сентября 1994 года на телеканале CBS.

## Сюжет
В центре сюжета — жизнь двух друзей-докторов: Джеффри Гэйджера (Мэнди Патинкин) и Аарона Шутта (Адам Аркин). Джеффри Гэйджер — хирург, жена которого (Ким Грейст) страдает психическим заболеванием, вследствие чего утопила их новорождённого сына. Аарон Шутт — всемирно известный нейрохирург и лучший друг Гэйджера. Доктор Дэниел Ниланд (Томас Гибсон) — неразборчивый в связях хирург-травматолог. Доктор Кит (Роки Кэрролл) часто конфликтует с Ниландом и дружит с доктором Билли Крогком (Питер Берг), отличающимся излишней самоуверенностью. Талантливый кардиохирург Кэйт Остин (Кристин Лахти) сражается с Гэйджером за должность шефа хирургии и борется за право опеки со своим бывшим мужем Томми Уилметтом (Рон Сильвер). Для Гэйджера и Шутта жизнь и здоровье их пациентов превыше всего, из-за чего они нередко вступают в противостояние с администрацией больницы — управляющим клиникой Филлипом Уотерсом (Гектор Элизондо) и юристами Аланом Бирчем (Питер Макникол) и Стюартом Брикмэном (Алан Розенберг).

## В главных ролях
| Имя                   | Актёр             | Специальность | Сезон        | Сезон        | Сезон        | Сезон        | Сезон        | Сезон        | Серии |
| Имя                   | Актёр             | Специальность | 1            | 2            | 3            | 4            | 5            | 6            | Серии |
| --------------------- | ----------------- | ------------- | ------------ | ------------ | ------------ | ------------ | ------------ | ------------ | ----- |
| Аарон Шатт            | Адам Аркин        | Нейрохирург   | Главная роль | Главная роль | Главная роль | Главная роль | Главная роль | Главная роль | 138   |
| Филлип Уотерс         | Гектор Элизондо   | Управляющий   | Главная роль | Главная роль | Главная роль | Главная роль | Главная роль | Главная роль | 141   |
| Джеффри Гэйджер       | Мэнди Патинкин    | Хирург        | Главная роль | Главная роль | Периодически | Периодически | Периодически | Главная роль | 60    |
| Билли Кронк           | Питер Берг        |               | Периодически | Главная роль | Главная роль | Главная роль | Главная роль |              | 106   |
| Дэннис Хэнкок         | Вонди Кёртис-Холл |               | Периодически | Главная роль | Главная роль | Главная роль | Главная роль |              | 104   |
| Дайан Град            | Джейн Брук        |               | Периодически | Главная роль | Главная роль | Главная роль | Главная роль |              | 103   |
| Дэнни Ниланд          | Томас Гибсон      |               | Главная роль | Главная роль | Главная роль |              |              |              | 70    |
| Камилла Шутт          | Роксанн Харт      | Медсестра     | Главная роль | Главная роль |              |              |              |              | 47    |
| Алан Бирч             | Питер Макникол    | Юрист         | Главная роль | Главная роль |              |              |              |              | 31    |
| Артур Турмонд         | Э. Г. Маршалл     |               | Главная роль |              |              |              |              |              | 13    |
| Анжела Джандаменичио  | Рома Маффиа       |               | Главная роль |              |              |              |              |              | 13    |
| Кейт Остин            | Кристин Лахти     | Кардиохирург  |              | Главная роль | Главная роль | Главная роль | Главная роль |              | 97    |
| Джон Шуттон           | Джейми Шеридан    |               |              | Главная роль |              |              |              |              | 18    |
| Кит Уилкис            | Роки Кэрролл      |               |              |              | Главная роль | Главная роль | Главная роль | Главная роль | 96    |
| Джек МакНил           | Марк Хэрмон       |               |              |              | Главная роль | Главная роль | Главная роль | Главная роль | 95    |
| Лиза Катера           | Стейси Эдвардс    |               |              |              |              | Главная роль | Главная роль |              | 44    |
| Роберт Йетс           | Эрик Штольц       |               |              |              |              |              | Главная роль |              | 22    |
| Джина Саймон          | Карла Гуджино     |               |              |              |              |              |              | Главная роль | 23    |
| Франческа Альбергетти | Барбара Херши     |               |              |              |              |              |              | Главная роль | 22    |
| Джереми Хэнлон        | Лорен Холли       |               |              |              |              |              |              | Главная роль | 22    |
| Стюарт Брикман        | Алан Розенберг    | Юрист         |              |              |              |              |              | Главная роль | 16    |
| Лорен Кэнион          | Моник Эдвардс     | Медсестра     |              | Периодически | Периодически | Периодически | Периодически | Периодически | 16    |
| Джозеф Какачи         | Боб Банкрофт      |               |              |              |              | Периодически | Периодически | Периодически | 31    |

## Телевизионные рейтинги
Пилотный эпизод «Надежды Чикаго» транслировался в субботний вечер в 20.00, за день до показа пилота сериала «Скорая помощь», который выпускал в эфир канал-конкурент (NBC). После первой недели две медицинские драмы, сюжет которых происходит в Чикаго, стали идти в прайм-тайм — в четверг в 22.00. Гонку выиграла «Скорая помощь» — её рейтинги оказались выше. Из-за этого, несмотря на позитивные отзывы критиков, «Надежду Чикаго» перенесли на 21.00, а спустя ещё какое-то время сериал стал транслироваться по понедельникам.
Такая перестановка пошла на пользу сериалу, и его рейтинг поднялся с 11,9 и достиг пика в 20 пунктов. Однако во втором сезоне Дэвид Эдвард Келли и Мэнди Патинкин решили уйти из сериала. В 1997 году трансляцию «Надежды Чикаго» передвинули на среду в 22.00, чтобы освободить место для драмы Стивена Бочко «Южный Бруклин». В 1999 году Мэнди Патинкин и Дэвид Эдвард Келли вернулись в сериал, присоединившись к новичкам — Барбаре Херши и Лорен Холли. Но к тому времени уже ушли Кристин Лахти, Джейн Брук, Питер Берг, Вонди Кёртис-Холл и Стейси Эдвардс. Канал CBS также вернул показ сериала на четверг, вступив в конкурентную гонку с сериалом канала NBC — «Фрейзер» и программой канала ABC — «Кто хочет стать миллионером?». В мае 2000 года, после шести сезонов в эфире, сериал «Надежда Чикаго» был закрыт.
В 2007 году бывшие звезды «Чикагской надежды» Марк Хэрмон, Роки Кэрролл и Лорен Холли стали работать вместе в сериале «Морская полиция: Спецотдел». Гостевую роль в сериале исполнила и Джейн Брук. Томас Гибсон, Мэнди Патинкин и Шемар Мур (который сыграл в «Надежде Чикаго» гостевую роль), воссоединились на съемках популярного сериала «Мыслить как преступник».

## Награды и номинации
За шесть сезонов сериал «Надежда Чикаго» был номинирован на множество наград, выиграв при этом 7 статуэток «Эмми» и «Золотой глобус».

### Эмми
| Год  | Награда                                                                                      | Номинанты                                                                                  | Результат |
| ---- | -------------------------------------------------------------------------------------------- | ------------------------------------------------------------------------------------------ | --------- |
| 1995 | Премия «Эмми» за лучший драматический сериал                                                 |                                                                                            | Номинация |
| 1995 | Премия «Эмми» за лучшую мужскую роль в драматическом телесериале                             | Мэнди Патинкин                                                                             | Победа    |
| 1995 | Премия «Эмми» за лучшую мужскую роль второго плана в драматическом телесериале               | Гектор Элизондо                                                                            | Номинация |
| 1995 | Премия «Эмми» за лучшую режиссуру драматического телесериала                                 | Лу Антонио за «Life Support»                                                               | Номинация |
| 1995 | Премия «Эмми» за индивидуальные достижения в операторской работе в сериале                   | Тим Сухршдет за серию «Over The Rainbow»                                                   | Победа    |
| 1995 | Премия «Эмми» за индивидуальные достижения в монтажной работе сериала — съемка одной камерой | Лори Джейн Коулмэн за «Pilot»                                                              | Номинация |
| 1995 | Премия «Эмми» за индивидуальные достижения в монтажной работе сериала — съемка одной камерой | Рэнди Робертс за «Quarentine»                                                              | Номинация |
| 1995 | Премия «Эмми» за работу со звуком в драматическом сериале                                    | Дэвид Киршнер, Роберт Аппере и Кеннет Р. Бартон за «Internal Affairs»                      | Номинация |
| 1995 | Премия «Эмми» за вступительную заставку                                                      | Марк Айшем                                                                                 | Номинация |
| 1996 | Премия «Эмми» за лучший драматический сериал                                                 |                                                                                            | Номинация |
| 1996 | Премия «Эмми» за индивидуальные достижения в подборе актёров для сериала                     | Дэбби Манвиллер                                                                            | Победа    |
| 1996 | Премия «Эмми» за лучшую женскую роль в драматическом телесериале                             | Кристин Лахти                                                                              | Номинация |
| 1996 | Премия «Эмми» за лучшую мужскую роль второго плана в драматическом телесериале               | Гектор Элизондо                                                                            | Номинация |
| 1996 | Премия «Эмми» за лучшую режиссуру драматического телесериала                                 | Джереми Каган за серию «Leave Of Absence»                                                  | Победа    |
| 1996 | Премия «Эмми» в категории «Лучший приглашённый актёр в драматическом телесериале»            | Ричард Прайор                                                                              | Номинация |
| 1996 | Премия «Эмми» в категории «Лучший приглашённый актёр в драматическом телесериале»            | Майкл Джетер                                                                               | Номинация |
| 1996 | Премия «Эмми» в категории «Лучший приглашённый актёр в драматическом телесериале»            | Рип Торн                                                                                   | Номинация |
| 1996 | Премия «Эмми» в категории «Лучшая приглашённая актриса в драматическом телесериале»          | Кэрол Кейн                                                                                 | Номинация |
| 1996 | Премия «Эмми» за операторскую работу в сериале                                               | Кеннет Зундер за серию «Leave of Absence»                                                  | Номинация |
| 1996 | Премия «Эмми» за монтажную работу в сериале — съёмка одной камерой                           | Джим Стюарт за серию «Leave of Absence»                                                    | Номинация |
| 1996 | Премия «Эмми» за работу парикмахера в сериале                                                | Мэри Энн Вальдес, Дион Тайлер за серию «Right to Life»                                     | Номинация |
| 1996 | Премия «Эмми» за работу визажиста в сериале                                                  | Норман Т. Лиавитт, Кори Лиар, Бари Дрейбенд-Бурман и Томас Р. Бурман за серию «Quiet Riot» | Номинация |
| 1996 | Премия «Эмми» за вступительную заставку                                                      | Марк Айшем                                                                                 | Номинация |
| 1996 | Премия «Эмми» за работу со звуком в драматическом сериале                                    | Рассел С. Фаджер, Р. Рассел Смит, Грэг Орлофф за серию «Quiet Riot»                        | Номинация |
| 1997 | Премия «Эмми» за лучший драматический сериал                                                 |                                                                                            | Номинация |
| 1997 | Премия «Эмми» за лучшую женскую роль в драматическом телесериале                             | Кристин Лахти                                                                              | Номинация |
| 1997 | Премия «Эмми» за лучшую мужскую роль второго плана в драматическом телесериале               | Гектор Элизондо                                                                            | Победа    |
| 1997 | Премия «Эмми» за лучшую мужскую роль второго плана в драматическом телесериале               | Адам Аркин                                                                                 | Номинация |
| 1997 | Премия «Эмми» в категории «Лучший приглашённый актёр в драматическом телесериале»            | Алан Аркин                                                                                 | Номинация |
| 1997 | Премия «Эмми» в категории «Лучшая приглашённая актриса в драматическом телесериале»          | Изабелла Росселлини                                                                        | Номинация |
| 1997 | Премия «Эмми» за операторскую работу в сериале — съемка одной камерой                        | Джеймс Р. Багдонас за серию «A Time To Kill»                                               | Номинация |
| 1997 | Премия «Эмми» за монтажную работу в сериале — съёмка одной камерой                           | Алек Смайт, Марк С. Болдуин, Они Хес за серию «Days of the Rope»                           | Номинация |
| 1997 | Премия «Эмми» за монтажную работу со звуком в сериале                                        |                                                                                            | Номинация |
| 1998 | Премия «Эмми» за лучшую женскую роль в драматическом телесериале                             | Кристин Лахти                                                                              | Победа    |
| 1998 | Премия «Эмми» за лучшую режиссуру драматического телесериала                                 | Билл Д’Элиа за серию «Brain Salad Surgery»                                                 | Номинация |
| 1998 | Премия «Эмми» за лучшую мужскую роль второго плана в драматическом телесериале               | Гектор Элизондо                                                                            | Номинация |
| 1998 | Премия «Эмми» за работу монтажера в сериале — съемка одной камерой                           | Алек Смайт за серию «Brain Salad Surgery»                                                  | Номинация |
| 1998 | Премия «Эмми» за операторскую работу в сериале — съемка одной камерой                        | Джеймс Р. Багдонас за серию «Brain Salad Surgery»                                          | Номинация |
| 1998 | Премия «Эмми» за работу со звуком в драматическом сериале                                    | Рассел С. Фаджер, Р. Рассел Смит и Уильям Фриш за серию «Brain Salad Surgery»              | Победа    |
| 1999 | Премия «Эмми» за лучшую женскую роль в драматическом телесериале                             | Кристин Лахти                                                                              | Номинация |
| 1999 | Премия «Эмми» в категории «Лучший приглашённый актёр в драматическом телесериале»            | Мэнди Патинкин                                                                             | Номинация |
| 1999 | Премия «Эмми» за операторскую работу в сериале — съемка одной камерой                        | Джеймс Р. Багдонас за серию «Home Is Where The Heartache Is»                               | Номинация |

### Золотой глобус
| Год  | Награда                                                                        | Номинанты      | Результат |
| ---- | ------------------------------------------------------------------------------ | -------------- | --------- |
| 1995 | Премия «Золотой глобус» за лучший телевизионный сериал — драма                 |                | Номинация |
| 1995 | Премия «Золотой глобус» за лучшую мужскую роль в телевизионном сериале — драма | Мэнди Патинкин | Номинация |
| 1996 | Премия «Золотой глобус» за лучший телевизионный сериал — драма                 |                | Номинация |
| 1997 | Премия «Золотой глобус» за лучший телевизионный сериал — драма                 |                | Номинация |
| 1997 | Премия «Золотой глобус» за лучшую женскую роль в телевизионном сериале — драма | Кристин Лахти  | Номинация |
| 1998 | Премия «Золотой глобус» за лучший телевизионный сериал — драма                 |                | Номинация |
| 1998 | Премия «Золотой глобус» за лучшую женскую роль в телевизионном сериале — драма | Кристин Лахти  | Победа    |

### Премия Гильдии киноактёров США
| Год  | Награда                                                                           | Номинанты       | Результат |
| ---- | --------------------------------------------------------------------------------- | --------------- | --------- |
| 1995 | Премия Гильдии киноактёров США за лучший актёрский состав в драматическом сериале |                 | Номинация |
| 1995 | Премия Гильдии киноактёров США за лучшую мужскую роль в драматическом сериале     | Мэнди Патинкин  | Номинация |
| 1995 | Премия Гильдии киноактёров США за лучшую мужскую роль в драматическом сериале     | Гектор Элизондо | Номинация |
| 1996 | Премия Гильдии киноактёров США за лучший актёрский состав в драматическом сериале |                 | Номинация |
| 1996 | Премия Гильдии киноактёров США за лучшую женскую роль в драматическом сериале     | Кристин Лахти   | Номинация |
| 1997 | Премия Гильдии киноактёров США за лучший актёрский состав в драматическом сериале |                 | Номинация |
| 1997 | Премия Гильдии киноактёров США за лучшую женскую роль в драматическом сериале     | Кристин Лахти   | Номинация |
| 1998 | Премия Гильдии киноактёров США за лучший актёрский состав в драматическом сериале |                 | Номинация |
| 1998 | Премия Гильдии киноактёров США за лучшую женскую роль в драматическом сериале     | Кристин Лахти   | Номинация |
| 1999 | Премия Гильдии киноактёров США за лучшую женскую роль в драматическом сериале     | Кристин Лахти   | Номинация |

### Другие награды
| Год  | Награда                                       | Категория                                                               | Номинанты                                     | Работа                   | Результат |
| ---- | --------------------------------------------- | ----------------------------------------------------------------------- | --------------------------------------------- | ------------------------ | --------- |
| 1998 | ALMA                                          | Лучшая индивидуальная игра в телевизионном сериале в кроссовере         | Гектор Элизондо                               |                          | Номинация |
| 1999 | ALMA                                          | Лучший драматический сериал                                             |                                               |                          | Номинация |
| 1999 | ALMA                                          | Лучшая индивидуальная игра в телевизионном сериале в кроссовере         | Гектор Элизондо                               |                          | Номинация |
| 2000 | ALMA                                          | Лучший актёр в драматическом сериалеOutstanding Actor in a Drama Series | Гектор Элизондо                               |                          | Победа    |
| 1998 | Награда американских хореографов              | Лучшее достижение на телевидении                                        | Кэнни Ортега                                  |                          | Победа    |
| 1995 | Американская ассоциация монтажёров            | Лучший монтаж часовой серии на телевидении                              | Лори Джейн Коулман                            | «Pilot»                  | Победа    |
| 1996 | Американская ассоциация монтажёров            | Лучший монтаж часовой серии на телевидении                              | Алек Смайт                                    | «Love and Hope»          | Номинация |
| 1996 | Американская ассоциация монтажёров            | Лучший монтаж часовой серии на телевидении                              | Рэнди Робертс                                 | «Quarentine»             | Номинация |
| 1997 | Американская ассоциация монтажёров            | Лучший монтаж часовой серии на телевидении                              | Рэнди Робертс                                 | «Transplanted Affection» | Победа    |
| 1999 | Американская ассоциация монтажёров            | Лучший монтаж часовой серии на телевидении                              | Алек Смайт                                    | «Gun With The Wind»      | Номинация |
| 1995 | Американское общество кинооператоров          | Премия за достижения в операторской работе                              | Тим Сухрштед                                  |                          | Номинация |
| 1996 | Американское общество кинооператоров          | Премия за достижения в операторской работе                              | Кэннет Зундер                                 | «Leave of Absence»       | Номинация |
| 1997 | Американское общество кинооператоров          | Премия за достижения в операторской работе                              | Джеймс Р. Багдонас                            | «Time to Kill»           | Номинация |
| 1998 | Американское общество кинооператоров          | Премия за достижения в операторской работе                              | Джеймс Р. Багдонас                            | «Hope Against Hope»      | Номинация |
| 1995 | Общество работников по кастингу Америки       | Лучший подбор актёров для телевидения в драматическом сериале           | Стив Джейкобс                                 |                          | Номинация |
| 1996 | Общество работников по кастингу Америки       | Лучший подбор актёров для телевидения в драматическом сериале           | Дэби Манвиллер                                |                          | Номинация |
| 1997 | Общество работников по кастингу Америки       | Лучший подбор актёров для телевидения в драматическом сериале           | Дэби Манвиллер                                |                          | Номинация |
| 1997 | Награда общества специалистов по звуку в кино | Премия за достижения в работе со звуком в телевизионном сериале         | Грэг Орлофф, Р. Рассел Смит, Рассел С. Фаджер | «Quiet Riot»             | Номинация |
| 1998 | Награда общества специалистов по звуку в кино | Премия за достижения в работе со звуком в телевизионном сериале         | Р. Рассел Смит, Уильям Фриш, Рассел С. Фаджер | «Brain Salad Surgery»    | Победа    |
| 1999 | Награда общества специалистов по звуку в кино | Премия за достижения в работе со звуком в телевизионном сериале         | Р. Рассел Смит, Уильям Фриш, Рассел С. Фаджер | «100 and One Damnations» | Номинация |
| 1995 | Премия Гильдии режиссёров Америки             | Премия за достижения в режиссуре в драматическом сериале                | Майкл Прессман                                | «Pilot»                  | Номинация |
| 1997 | GLAAD Media Awards                            | Премия за лучшую телевизионную драму — сериал                           |                                               |                          | Победа    |
| 1999 | GLAAD Media Awards                            | Премия за лучшую телевизионную драму — сериал                           |                                               |                          | Победа    |
| 2001 | GLAAD Media Awards                            | Премия за лучшую серию телевизионной драмы                              |                                               | «Boys Will Be Girls»     | Номинация |
| 1997 | Спутник                                       | Премия «Спутник» за лучший телевизионный сериал — драма                 |                                               |                          | Номинация |
| 1997 | Спутник                                       | Премия «Спутник» за лучшую женскую роль в телевизионном сериале — драма | Кристин Лахти                                 |                          | Победа    |
| 1997 | Спутник                                       | Премия «Спутник» за лучшую мужскую роль в телевизионном сериале — драма | Гектор Элизондо                               |                          | Номинация |
| 1999 | Премию лучшему молодому артисту               | Премия лучшой юной актрисе в телевизионной драме — сериал               | Мэй Уитман                                    |                          | Номинация |